# Никола Гаврилов
Никола Николов Гаврилов е български общественик, юрист и дипломат, деец на Българската комунистическа партия и Вътрешната македонска революционна организация (обединена). Гаврилов и народен обвинител (прокурор) на Първия състав на Народния съд.

## Биография
Никола Гаврилов е роден през 1900 година в София, България. Завършва право в Софийския университет. В 1918 година е сред основателите на Социалистическия студентски съюз и секретар на секцията на организацията в столичния квартал Лозенец от 1921 до 1922 година. В 1919 година влиза в БКП. Става член на Военната организация на Централния комитет на партията. От 1928 година е деец на Международнатата организация за подпомагане на революционерите. Сътрудник е на Централния комитет на прокомунистическата ВМРО (обединена). Шпионин е на съветското разузнаване.
През 1944 – 1945 година е народен обвинител (прокурор) на Първи състав на Народния съд, който съди бившите регенти, дворцови съветници и министри от периода 1940 – 1944 г.
След Деветосептемврийския преврат е търговски съветник в Александрия, Египет от 1948 до 1950 година. След това от 1950 до 1960 година е пълномощен министър в Албания, Египет, Судан и Етиопия. По-късно от 1961 до 1965 година е началник на отдел в българското външно министерство.
Умира в 1976 година.